# 문대성 (축구 선수)
문대성(文大成, 1986년 3월 15일~)은 대한민국의 축구 선수이다. 포지션은 공격수이다.

## 클럽 경력

### 전북 현대 모터스
문대성은 2007년 드래프트를 통해 전북 현대 모터스에 입단하였다. 전북에 입단 한 후 스포탈코리아와 가진 인터뷰에서 그의 프로 첫 해 목표는 신인왕 타이틀이라고 밝혔다. 당찬 포부와는 다르게 그의 프로 데뷔는 그 해 9월에서야 이루어졌다. 9월 23일 FC 서울과의 홈 경기에서 데뷔전을 치렀다. 이후 두 경기를 더 출전하며 리그에서 총 세 경기를 출장하였다. 세 경기를 뛰었음에도 불구하고, 그는 신인왕 후보에 올랐고, 17표를 받았다. 2008년 9월 13일, 문대성은 광주 상무를 상대로 데뷔골을 터뜨렸다. 문대성의 골에 힘입어 전북은 2 대 1로 승리를 거두었다.

### 성남 일화 천마
2009년 1월 10일, 문대성은 홍진섭과 함께 이동국, 김상식과 2 대 2 트레이드되어 성남 일화 천마로 이적하였고, 3월 8일 리그 개막전에서 대구 FC를 상대로 데뷔전을 치렀다. 2010년 8월 14일, 그는 인천 유나이티드와의 경기에서 후반 23분 교체 투입된 후 6분 만인 29분에 전광진이 밀어준 공을 그대로 골문으로 집어 넣어 성남에서의 리그 데뷔골을 터뜨렸다. 6일 후, 울산 현대 전에서 그는 또 후반 44분에 교체 투입되어 2분 후인 46분에 골을 성공시켰다.

### 울산 현대
2011 시즌을 앞두고 울산 현대로 이적하였다. 2011년 3월 6일 대전 시티즌과의 리그 개막전에서 54분 교체 투입되며 데뷔전을 치렀다. 일주일 후 경남전에서는 선발로 출전하였다. 그러나 이후로 단 한 경기도 출전하지 않았다. 2011년 8월 12일, 프로축구연맹에서 임의 탈퇴가 되었다.

## 기록

### 클럽
2011년 3월 13일 기준
| 클럽             | 시즌 | 리그 | 리그 | 국내 컵 | 국내 컵 | 리그 컵 | 리그 컵 | 대륙 대회 | 대륙 대회 | 통산 | 통산 |
| 클럽             | 시즌 | 출장 | 득점 | 출장    | 득점    | 출장    | 득점    | 출장      | 득점      | 출장 | 득점 |
| ---------------- | ---- | ---- | ---- | ------- | ------- | ------- | ------- | --------- | --------- | ---- | ---- |
| 전북 현대 모터스 | 2007 | 3    | 0    | 0       | 0       | 1       | 0       | -         | -         | 4    | 0    |
| 전북 현대 모터스 | 2008 | 6    | 1    | 1       | 1       | 5       | 0       | -         | -         | 12   | 2    |
| 성남 일화 천마   | 2009 | 11   | 0    | 0       | 0       | 3       | 0       | -         | -         | 14   | 0    |
| 성남 일화 천마   | 2010 | 9    | 2    | 1       | 0       | 0       | 0       | 2         | 0         | 11   | 2    |
| 울산 현대        | 2011 | 2    | 0    | 0       | 0       | 0       | 0       | -         | -         | 2    | 0    |
| 통산             | 통산 | 31   | 3    | 2       | 1       | 9       | 0       | 1         | 0         | 43   | 4    |